# Mohamed Darmoul
Mohamed Amine Darmoul (arabe : محمد أمين درمول‎), né le 4 février 1998, est un handballeur tunisien jouant au poste de demi-centre.

## Palmarès

### En équipe nationale
- Médaille d'argent au championnat d'Afrique 2020 ( Tunisie)
- 25e au championnat du monde 2021 ( Égypte)

### En club
- Vainqueur du championnat de Tunisie (1) : 2018
- Vainqueur de la coupe de Tunisie (1) : 2017
- Vainqueur de la coupe d'Afrique des vainqueurs de coupe (1) : 2019